# Todd Rundgren
Todd Rundgren est un auteur-compositeur-interprète, musicien et producteur américain né le 22 juin 1948 à Upper Darby en Pennsylvanie. À travers ses albums solo, il est l'auteur d'une œuvre sophistiquée et originale, synthétisant de nombreuses influences (soul, rock, rhythm & blues, electro, space rock, rap, comédie musicale) d'une façon très personnelle. 
Ses titres les plus connus sont I Saw the Light (en), Hello It's Me (en) (1972) et Can We Still Be Friends (1978). Son album de 1973 A Wizard, a True Star est une influence durable pour de nombreux musiciens du monde du rock et de l'electro.  
Intronisé au Rock and Roll Hall of Fame en 2021, il est connu pour ses concerts souvent généreux et intenses. Multi-instrumentiste et vocaliste, il est aussi le fondateur des groupes Nazz et Utopia avec lesquels il a également abordé une grande variété de styles. 
Son approche innovante des technologies informatiques l'a amené à créer l'un des premiers logiciels de dessin, à promouvoir l'art interactif et à utiliser Internet comme moyen de distribution de la musique dès la fin des années 1990.
Rundgren a été également l'un des producteurs les plus demandés dès le début des années 70. Il a produit de très nombreux artistes, comme The Band, Paul Butterfield, Patti Smith, Sparks, The Tubes, Meat Loaf, Hall and Oates, Grand Funk Railroad, New York Dolls, Badfinger, The Psychedelic Furs, Bad Religion, Steve Hillage ou encore XTC.

## Biographie
Todd Rundgren est originaire d'une banlieue moyenne de Philadelphie. Son père, chargé de la maintenance dans une fabrique de peinture, écoute de la musique classique et des comédies musicales. Au collège il chante dans la chorale de l'établissement, ce qui sera le point de départ de sa passion pour les harmonies vocales. Après un passage dans une petite formation de blues locale nommée Woody's Truck Stop, il fonde le groupe de garage rock Nazz, dont le nom est inspiré d'un titre des Yardbirds The Nazz Are Blue. Inspiré à la fois par les Who et les Beach Boys le groupe se fait remarquer par la qualité de ses concerts. Trois albums voient le jour sur Le label Screen Gems lié à Columbia. Rundgren compose de plus en plus de chansons, notamment Open My Eyes et Hello It's Me qui rencontrent un succès critique en 1968. Le titre Is That The Way You Feel  avec ses cascades de chœurs préfigure déjà le style de son œuvre à venir. Rundgren prend aussi de plus en plus de place dans le processus d'enregistrement et de production du groupe qu'il finit par quitter en 1969 frustré du fait que ses compositions les plus personnelles et aventureuses soient laissées de côté.
Après son départ de Nazz, à 21 ans, Todd Rundgren se lance dans une carrière de producteur et de musicien solo. Grâce à Michael Friedman, l'assistant du manager de Nazz, il devient le réalisateur artistique de Bearsville Records, le label d'Albert Grossman, ex impresario de Bob Dylan. Il travaille sur les disques d'artistes du label comme Paul Butterfield ou Halfnelson, les futur Sparks. Boulimique de travail, il met en place le son bien particulier grâce auquel il va devenir un producteur recherché tout au long des années 70 et 80. En 1970, Il enregistre pour Bearsville l'album Stage Fright de The Band, le groupe des musiciens de Bob Dylan. Dans cet environnement, il peaufine l'écriture de ces chansons. Albert Grossman accepte alors de publier sur son label le premier album solo de Todd Rundgren  Runt, enregistré avec l'aide des frères Hunt et Tony Sales. Il contient le hit We Gotta Get You a Woman (no 20 aux États-Unis). Aux influences de la pop britannique s'ajoutent maintenant des accents de soul music, une influence durable dans la musique de Rundgren. Un an plus tard, cet album est suivi par Runt: The Ballad of Todd Rundgren, un album de onze chansons composées principalement au piano, instrument auquel Rundgren s'est mis rapidement après les séances de Nazz Nazz. Le thème principal de l'album est la solitude, comme dans la chanson Wailing Wall, inspiré par Erik Satie.

### AlbumSomething/Anything?
Son troisième album solo, Something/Anything? paraît en 1972. Rundgren réalise seul (écriture, enregistrement et interprétation de tous les instruments) trois des quatre faces de cet ambitieux double album qui rencontre un grand succès, notamment grâce aux singles I Saw the Light (no 16) et Hello It's Me, ré-enregistrée pour l'occasion (no 5). L'album offre la reconnaissance internationale à son auteur, il est certifié disque d'or et reste sa meilleure vente  à ce jour. Rundgren y fait preuve d'une grande créativité, composant, produisant et enregistrant vingt cinq chansons aux influences multiples en un temps record. Parfois, entre deux titres, le musicien s'adresse à l'auditeur pour lui proposer un jeu comme reconnaitre des bruits parasites dans l'enregistrement. C'est aussi dans cet album qu'il commence à développer un système d'accords complexe et personnel, appelé Todd Chords (comme dans la chanson Torch Song). Des voicings inhabituels dans la pop musique avec souvent des basses à la 7ème mineure, la quarte et la 9ème. Un choix d'harmonies très particulières qui sera l'une de ses marques de fabrique tout au long de sa carrière.

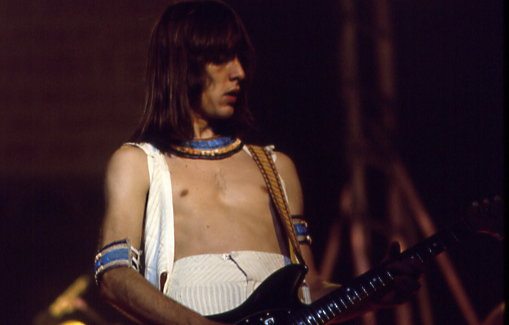
Todd Rundgren en 1976.

Todd Rundgren vient de montrer qu'il est capable d'écrire et de produire d'excellentes chansons pop à toute allure: Au vu de ce succès, les responsables de la maison de disque Warner qui distribue les productions de Bearsville records ambitionnent d'en faire une vedette internationale pour le grand public. Le plan va vite tourner court car Rundgren ne joue pas le jeu: Il construit son propre studio pour être indépendant, expérimente diverses drogues psychédéliques, et se passionne pour l’ésotérisme. Surtout il ne supporte de  faire deux fois la même chose comme il l'explique dans une émission qui lui est consacrée en France sur France Culture en 1995.

### AlbumA Wizard A True Star
C'est dans ce contexte que sort en 1973 A Wizard a True Star, un album expérimental et particulièrement créatif, composé de chansons enchevêtrées et de bruitages divers. La pochette, portrait surréaliste et psychédélique du musicien est réalisée par le peintre Arthur Wood. Très riche, l'album contient aussi bien des hymnes visionnaires comme International Feel, ou Just One Victory (le titre qui clôt souvent les concerts de Rundgren), des chansons revendicatives comme Is It my Name? , des reprises soignées et de titres soul de Curtis Mayfield, des instrumentaux éthérés et des gags sonores. Devenu culte pour son public, l'album est cité comme influence majeure par des groupes comme Daft Punk (qui utilise International Feel pour son film Daft Punk Electroma), Justice, The Lemon Twigs (qui collaborera avec Rundgren), Tame Impala (qui reprend des titres de cet album pour la BBC). Finalement A Wizard a True Star, marque une étape nouvelle dans la carrière de Todd Rundgren : Si les ventes ne sont pas à la hauteur des souhaits des responsables de Warner, celui-ci gagne la réputation de sorcier (Wizard) de studio qui en fait un des producteurs les plus demandés. Surtout, il lui vaudra la reconnaissance fidèle d'un public acquis à sa cause, conquis par l'originalité de son écriture, de ses compositions et de son positionnement artistique très intimiste.

### AlbumTodd
Un an en plus tard, en 1974, paraît le double album “Todd“, qui prolonge l'exploration musicale tout azimut et conclut une trilogie particulièrement créative. Il présente des chansons à thème politique comme “Sons of 1984“ (En référence à George Orwell), spirituel comme dans IThink You Know sur la télépathie, des instrumentaux, des balades pleines de charme inspirées par l'écriture harmonique des comédies musicales de Broadway ( A Dream Goes on Forever) , du heavy metal ( Heavy Metal Kids). Le titre  Don't You Ever Learn est une ode à la connaissance, marquée par une construction harmonique particulièrement originale: après une introduction avec des gammes de tons en tons décalées au piano la chanson se déploie sur toute une suite de Todd Chords, ces accords à forte teneur émotionnelle que Rundgren continue à explorer.

### Le producteur
Cette intense activité et le son particulier de ses albums ont installé la réputation de “sorcier de studio“ de Rundgren. Il est alors l'un des réalisateurs artistiques les plus demandés et les mieux rémunérés du marché, au moment ou ce savoir faire devient reconnu et recherché au début des années 70. Il passe dès lors et jusqu'au début des années 2000 plusieurs fois par an du rôle d'artiste à celui de producteur, une situation qui lui permet d'être indépendant financièrement et de pouvoir ainsi enregistrer ses albums personnels sans pression commerciale excessive des maisons de disque. Rundgren aime travailler vite et peut se montrer directif à l'occasion. “ Il utilise la table de mixage comme d'un instrument “ se souvient Mark Farner le guitariste et clavier de Grand Funk, “ ce qu'il peut faire avec les équaliseurs est spectaculaire“ . Le guitariste de Patti Smith, Lenny Kaye quant à lui, rappelle la devise de Rundgren qui résume son approche en studio : “Si tu sais ce que tu veux, je vais le faire pour toi. Si tu ne sais pas ce que tu veux, je vais le faire également“ . Tout au long des années 70, il est amené à produire les albums d'artistes aussi différents que Grand Funk, New York Dolls, Steve Hillage, Hall & Oates, The Tubes, Patti Smith, Badfinger et Meat Loaf parmi d'autres. Pour ce dernier, Rundgren accepte de produire l'album “Bat Out of Hell“, sorti en 1977, une sorte de comédie musicale rock gothique à mi-chemin entre Richard Wagner et Bruce Springsteen que personne ne prenait au sérieux dans le métier et surtout que personne ne voulait produire. l'album se vendra à plus de 40 millions d'exemplaires, ce qui en fait l'un des 10 albums les plus vendus de tous les temps, un ovni régulièrement cité dans les listes des meilleurs albums de rock. Ce succès assoit encore la réputation de Rundgren comme producteur magicien de studio. 
En 1979 Rundgren produit l'album Wave du Patti Smith Group. Todd et Patti sont des amis très proches depuis leurs débuts à New-York quand, encore inconnus, ils se soutenaient mutuellement. Rundgren emmène le groupe enregistrer dans les studio de Bearsville dans la campagne de Woodstock, un environnement inhabituel pour ce groupe rock et urbain. Le batteur du groupe Jay Dee Daugherty se souvient: “ Comme il est souvent long d'installer les micros pour la batterie, Patti m'avait demandé d'arriver un jour plus tôt au studio et de passer la journée avec Todd pour trouver le bon son. J'arrive comme prévu mais en 20mn nous avions tout réglé. J'ai pensé que ce n'était pas possible, il devait y avoir un problème. En fait le son était superbe! Rundgren connaissait très bien le studio et savait placer les micros pour un groupe de rock. À ce point, je n'avais jamais vu ça! “. 
L'une des productions les plus connues de Rundgren est l'album du groupe anglais XTC, intitulé Skylarking et sorti en 1986. Les dirigeants de Virgin, déçus des ventes déclinantes du groupe imposent le producteur avec mission de réussir à séduire le marché américain. En studio, les tensions et nombreux désaccords surviennent principalement entre Andy Partridge, le leader du groupe et Rundgren, très interventionniste sur cette production. Il fait un tri sévère dans les chansons du groupe et impose sa méthode de travail. De l'aveu des membres du groupes, interrogés par le journaliste Philippe Auclair, les séances d'enregistrement sont “les plus tendues auxquelles ils ont jamais participé“. Au final, Skylarking est pourtant une réussite, combinant l'inventivité des auteurs qui écrivent quelques unes de leurs plus belles chansons (Summer's Cauldron, Grass, et le fameux Dear God) et les arrangements lyriques du producteur. L'album est la meilleure vente de XTC. “Le résultat est un chef-d'œuvre pop, un album aux ambitions ambitieuses réalisé avec brio“ . À noter que la sortie initiale de Skylarking ne comprenait pas Dear God, initialement la face B de Grass. Après le succès inattendu de ce titre il a été rajouté à la place de Mermaid Smile.  

### Les autres albums
À partir de “Todd“  (1974), Todd Rundgren se montre de plus en plus influencé par le rock progressif et le space rock. Ses albums suivants, en solo ou au sein du groupe Utopia, formé par Rundgren en 1974 avec les musiciens qui l'accompagnaient sur A Wizard, a True Star, témoignent de cette évolution : Todd Rundgren's Utopia (1974), Initiation (1975), Another Live (1975).
Faithful (1976), composé pour moitié de reprises de chansons populaires des années 1960, marque un retour de Rundgren à la pop, confirmé deux ans plus tard avec Hermit of Mink Hollow, au succès porté par la ballade Can We Still Be Friends (no 26). Dans les années 1980, Rundgren embrasse les techniques de production les plus modernes sur les albums The Ever Popular Tortured Artist Effect et A Cappella ; le premier contient notamment Bang the Drum All Day, un succès mineur, mais renouvelé par sa reprise par diverses équipes sportives américaines.
Suivent deux albums enregistrés dans des conditions live, Nearly Human et 2nd Wind. Le début des années 1990 voit Rundgren expérimenter d'autres supports : No World Order (1993), paru en CD-i, permet à l'auditeur de combiner à sa guise des fragments de quelques secondes ; The Individualist (1995) inclut du contenu vidéo et vidéoludique.
Toujours imprévisible, Rundgren revient en 1997 avec With a Twist, où il reprend ses anciens succès dans des arrangements bossa nova. Ses deux derniers albums le voient revenir à d'anciennes amours : pop avec Liars (2004), arena-rock avec le justement nommé Arena (2008), et même blues avec Todd Rundgren's Johnson (2011), album de reprises de Robert Johnson). Il tient également la guitare dans The New Cars, reformation du groupe new wave The Cars née en 2005 avec le claviériste et le guitariste des Cars, Greg Hawkes et Elliot Easton.

## Vie privée
Bien que n'étant pas son père, il a reconnu Liv Tyler à sa naissance car Steven Tyler, le chanteur d'Aerosmith, était incapable de l'élever en raison de ses problèmes de drogue,.

## Discographie

### Albums solo

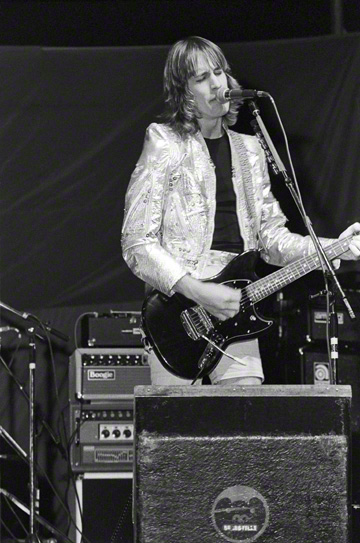
Todd Rundgren en 1978.

- 1970 : Runt (en tant que « Runt »)
- 1971 : Runt. The Ballad of Todd Rundgren (en tant que « Runt »)
- 1972 : Something/Anything?
- 1973 : A Wizard, a True Star
- 1973 : Todd
- 1975 : Initiation
- 1976 : Faithful
- 1978 : Hermit of Mink Hollow
- 1978 : Back to the Bars (en concert)
- 1981 : Healing
- 1983 : The Ever Popular Tortured Artist Effect
- 1985 : A Cappella
- 1989 : Nearly Human
- 1991 : 2nd Wind
- 1993 : No World Order (en tant que « TR-i »)
- 1995 : The Individualist (en tant que « TR-i »)
- 1997 : Up Against It
- 1997 : With a Twist...
- 2000 : One Long Year
- 2004 : Liars
- 2008 : Arena
- 2011 : Todd Rundgren's Johnson
- 2011 : (re)Production
- 2013 : State
- 2015 : Global
- 2017 : White Knight
- 2022 : Space Force

### Albums produits
- 1969 : Great Speckled Bird – Great Speckled Bird
- 1970 : The Band – Stage Fright
- 1971 : Badfinger – Straight Up
- 1971 : Sparks – Halfnelson / Sparks
- 1973 : New York Dolls – New York Dolls
- 1973 : Grand Funk Railroad – We're an American Band
- 1973 : Fanny – Mother's Pride
- 1974 : Hall & Oates – War Babies
- 1974 : Felix Cavaliere – Felix Cavaliere
- 1975 : Hello People – Bricks
- 1976 : Steve Hillage – L
- 1977 : Meat Loaf – Bat Out of Hell
- 1978 : The Tubes – Remote Control
- 1979 : Tom Robinson Band – TRB Two
- 1979 : Rick Derringer – Guitars and Women
- 1979 : Patti Smith Group – Wave
- 1980 : Shaun Cassidy – Wasp
- 1981 : Jim Steinman – Bad for Good
- 1981 : New England – Walking Wild
- 1982 : The Psychedelic Furs – Forever Now[10]
- 1983 : Cheap Trick – Next Position Please
- 1985 : The Tubes – Love Bomb (en)
- 1986 : XTC – Skylarking
- 1986 : Hunter – Dreams of Ordinary Men
- 1987 : Bourgeois Tagg – Yoyo
- 1988 : The Pursuit of Happiness – Love Junk
- 1990 : The Pursuit of Happiness – One Sided Story
- 1990 : Jill Sobule – Things Here Are Different
- 1993 : Paul Shaffer – The World's Most Dangerous Party
- 1999 : Splender – Halfway Down the Sky
- 2000 : Bad Religion – The New America
- 2000 : 12 Rods – Separation Anxieties
- 2009 : New York Dolls – Cause I Sez So

## Filmographie

### Bandes originales
- 1986 : Pee-wee's Playhouse (série télévisée)
- 1986 : Les Incorruptibles de Chicago (Crime Story) (série télévisée)
- 1986 : Crime Story (TV)
- 1992 : Red Dwarf (TV)
- 1994 : Dumb & Dumber
- 2001 : Elvira et le Château hanté (Elvira's Haunted Hills)
- 2005 : Todd Rundgren: Liars Live (vidéo)
- 2006 : Daft Punk's Electroma (vidéo)

### Production
- 1983 : Todd Rundgren: The Ever Popular Tortured Artist Effect (également réalisateur et scénariste)
- 1985 : Utopia: A Retrospective 1977-1984
- 1993 : Utopia Redux '92: Live in Japan
- 1993 : Todd Rundgren: The Desktop Collection
- 2002 : Todd Rundgren: Live in San Francisco
- 2002 : Todd Rundgren: Live in Japan
- 2003 : Utopia Live in Columbus, Ohio 1980
- 2004 : Utopia Live in Boston 1982